# 九鬼澄隆
九鬼 澄隆（くき すみたか、? - 天正12年11月23日（1584年12月24日））は、戦国時代から安土桃山時代にかけての武将。九鬼氏の第10代当主。九鬼嘉隆の甥にあたる。

## 略歴
第6代当主・九鬼浄隆の子として生まれる。幼名は弥五郎。永禄3年（1560年）に父が死去したため、家督を継いで第7代当主となるが、幼少のために叔父の嘉隆の補佐を受けた。しかしこのため、志摩7党の攻撃がますます激しくなり、居城の田城では遂に防戦できず、嘉隆と共に朝熊岳に逃亡した。
その後、叔父の嘉隆は織田信長に仕え、信長に従って志摩7党を操っていた北畠具教を破ったため、再び田城に戻った。しかし叔父の嘉隆が信長のもとで頭角を現したため、九鬼氏の実権は嘉隆に握られ、澄隆は傀儡の当主に等しくなる。
天正12年（1584年）11月23日、田城で死去した。後を叔父の嘉隆が継いだ。なお、死因は病死とされているが、一説に嘉隆が家督を奪い取るために澄隆を毒殺したとされている。